# Lansac (Gironda)
Lansac es una población y comuna francesa del departamento de Gironda en la región de Nueva Aquitania.

## Geografía
Comuna situada en el viñedo de Côtes-de-Bourg.

## Demografía
| 535 | 599 | 631 | 606 | 610 | 639 | 713 |
| Para los censos de 1962 a 1999 la población legal corresponde a la población sin duplicidades (Fuente: INSEE [Consultar]) |     |     |     |     |     |     |